# جوان صفدي
جوان صفدي، (الإنجليزية: Jowan Safadi) مواليد 1973، هو موسيقي، مؤلف، وملحن فلسطيني من مواليد مدينة الناصرة.أقام في بئر السبع، يقيم اليوم في مدينة حيفا. غنى في اللغة العربيةـ كما ويستخدم اللغتان العبرية والإنجليزية لايصال رسائل تنتقد الوضع السياسي السائد الذي يعيشه الفلسطينيين. اتجه صفدي إلى فنلندا لقضاء اجازة فنية، كما وانه نفذ جولة عروض موسيقية في شمال أوروبا.  يعتبر جوان صفدي فنان مثير للجدل، فقد لوحق من قبل السلطات الإسرائيلية، وقامت الشرطة الأردنية باحتجازه في عمان في عام 2012 بتهمو سب الأديان. هذا لا يعني انه لا يانه لا يوجد لديه جمهور، بل على العكس فقد اعتمد جوان على طريقة تمويل الجمهور لانتاج البومه الأخير«ابعد عن الشرق وغنيله» 

## اصداراته
أصدر ثلاثة ألبومات خلال عشرة سنوات تحت الاسم «لنسز» (عدسات) حتى عام 2008.
بعدها، أصدر العديد من الأغاني الفردية باسم «جوان صفدي»؛ أشهرها: «الغول» و«مين بدو يركبنا»
ألبوم «نمرود»(2011)
كان جوان من مؤسسي الفرقة الموسيقية «فش سمك» وهي تصنف موسيقيا من فئة الروك. أصدرت الفرقة أربع أغاني، أشهرها: «في حضن الاحتلال». (2014)
كوّن مع جيبوس خوري ثنائي أسمياه «أبو الجار» وأصدرا ألبوماً بالعنوان نفسه يتضمّن سبعة أغاني
بالاضافى لأغانيَ فردية مثل: «أن تكون عربياً» و«أول بأول»
البوم ابعد عن الشرق وغنيله (2019) 
جوان صفدي: جيتار وغناء
درويش: جيتار
جميل مطر: درامز
نزار مطر: سينثيسايزر
تامر عمري: باس.
أغنية «سوبر وايت بيبول» (2019)